# Freestyle Script

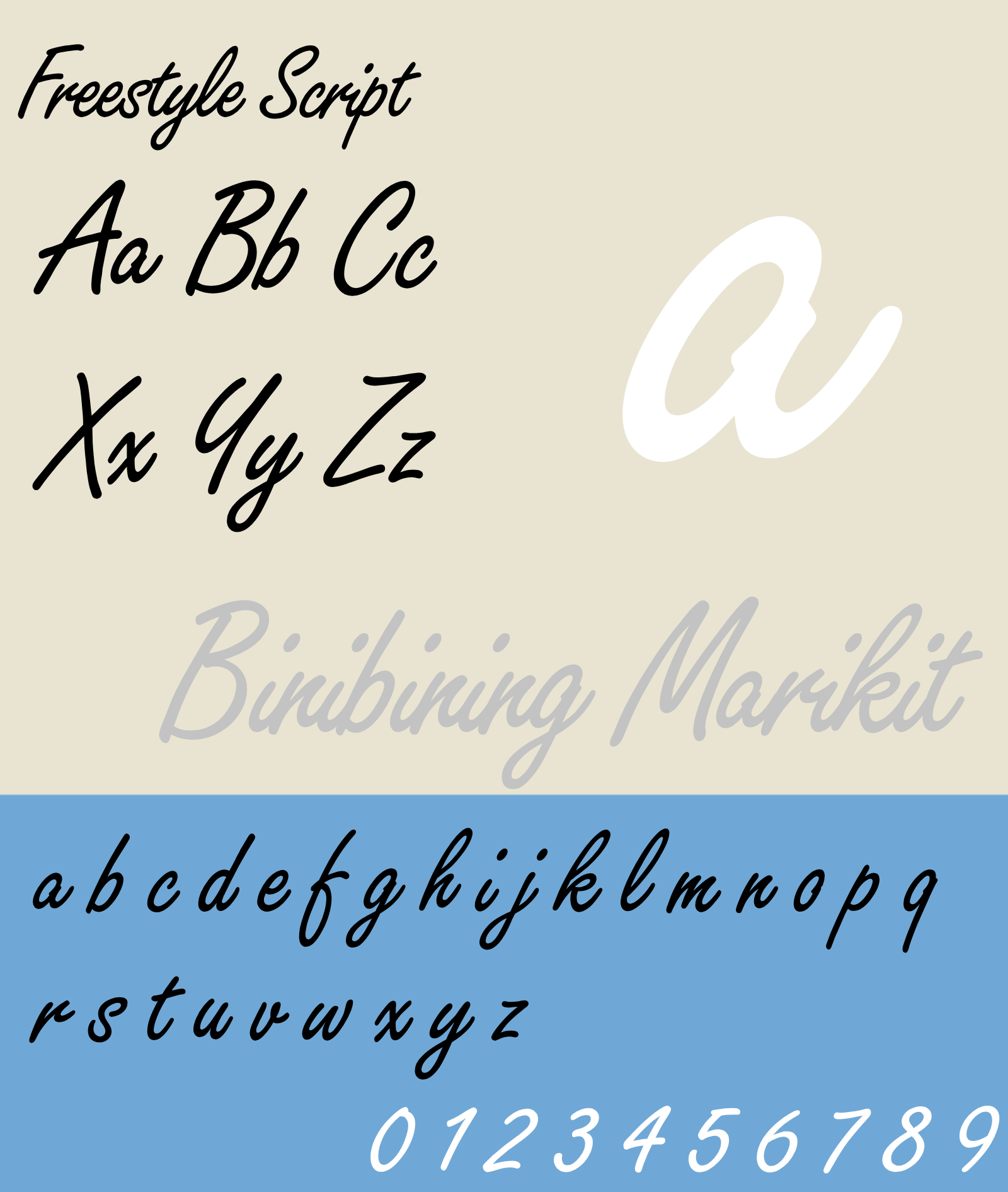
Freestyle Script Plain

Freestyle Script is een script-lettertype ontworpen door Martin Wait in 1981. De vetgedrukte versie is ontworpen in 1986. De uitgeverijen zijn Adobe, ITC en Letraset. Het lettertype heeft 4 versies: Regular, Bold, SH Reg Alt, en SB Reg Alt.